# Nothing Left (Kygo)
Nothing Left è un singolo del disc jockey e produttore discografico norvegese Kygo, pubblicato nel 2015. Il brano si avvale della collaborazione del cantante britannico Will Heard.

## Tracce
Download digitale
1. Nothing Left (feat. Will Heard) – 3:56